# 布拉格山
布拉格山（英語：Mount Bragg）是南極洲的山峰，位於伊利沙伯女皇地，處於甘巴科塔峰西南面11公里，海拔高度1,480米，美國地質調查局根據測量和美國海軍拍攝的空中照片繪入地圖，現時由南極條約體系管理。